# Ploubezre
Ploubezre (tiếng Breton: Ploubêr) là một xã của tỉnh Côtes-d’Armor, thuộc vùng Bretagne, tây bắc Pháp.

## Dân số
Người dân ở Ploubezre được gọi là Ploubezriens.